# کازی-یلدیاک
کازی-یلدیاک (انگلیسی: Kazy-Yeldyak) یک شهرک در شهرستان دیورتیورلینسکی در استان باشقیرستان کشور روسیه است.